# チェロとピアノのための3つの小品 (ヴェーベルン)
チェロとピアノのための3つの小品 作品11 (Drei kleine Stücke für Violoncello und Klavier) は、アントン・ヴェーベルンが作曲したチェロとピアノのための小品。

## 概要
1914年6月にウィーンで作曲された小品である。当初は父親から頼まれて『チェロソナタ』を作曲したが、行きづまったため放棄し、その代替として作曲されたものがこの小品である（『チェロソナタ』については後述）。
1924年12月2日に、マインツでマウリッツ・フランク (Maurits Frank) のチェロ、エドゥアルト・ツックマイヤー (Eduard Zuckmayer) のピアノで初演され、同年に出版されている。なお、作品は父親に献呈され、自筆譜には父親への献辞が書かれている。

## 構成
題名通り全3曲から構成される。全曲は和声的に完全4度、増4度、長7度、短9度の音程が主体で、長・短3度、6度は副次的に扱われる。また極小形式は極限に達し、より密度の高い音の空間を試みている。演奏時間は約2分。
第1曲 中庸な速度で (Mäßig)
8分の6拍子。全体は9小節からなる。はじめにチェロとピアノが増二度で接触するのがこの作品の全体的な素材である。次の小節でいきなりラジカル変奏してピアノの和音の半音の接触が二重になり、跳躍したメロデイーにも受け継がれる。そうやって全曲の極端な変容が続けられる。
第2曲 非常に活気づいて (Sehr bewegt)
4分の3拍子。全体は13小節からなる。速い音楽だが半音でぶつかり合う素材は同じである。それが極端な無調性を保持し、変奏のラジカル度も保っている。
第3曲 極めて静かに (Äußerst ruhig)
4分の2拍子。全体は10小節からなる。非常に短いが、ゆっくりなので極端に短くは感じない。2小節めで半音が和音的にもメロディー的にも頻繁にぶつかり合う構図になっている。

## チェロソナタ
上述のチェロソナタは、父親のために作曲され、当初は全2楽章からなる大作を作る予定であった。1914年5月9日に第1楽章を一応完成させたが、続く第2楽章は構想途中から行き詰まり、結局作曲に着手することなくそのまま放棄された。その後、チェロソナタはヴェーベルンの死後、モルデンハウアーによって発見され、1970年に蘇演されたのと同時にフリードリヒ・チェルハの補筆による楽譜も出版されている。
第1楽章（極めて速く (Sehr bewegt)）の演奏時間は約2分ほど。「3つの小品」同様に不協和音を中心とした無調作品である。